# 播威
播威是著名的瑞士鐘錶品牌，由愛德華·播威於1822年5月1日在英國成立，19世紀因出口懷錶到中國而聞名，生產高級腕錶（價格在美金18,000到2,500,000之間）。

## 歷史

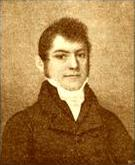
愛德華·播威（1797–1849）

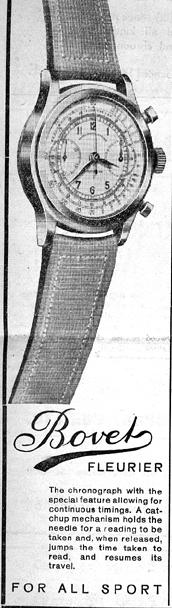
1944年的廣告

成立於1822年，清朝乾隆皇帝（1711年9月25日－1799年2月7日）在位的時期，中國為該公司當時唯一的銷售市場。愛德華·播威在廣東經營銷售工作，他兩個兄弟阿爾方斯和弗雷德里克留守倫敦管理航運，而另一位兄弟查爾斯-亨利則負責在瑞士弗勒里耶（Fleurier）的生產線。自此「播威」在南中國就成了手錶的代名詞（北方則是江詩丹頓的天下）。

## 外部連結
- 官方網頁
- 19世紀出口到中國的懷錶